# 滇雲歷年傳
《滇雲歷年傳》，云南编年体史书，十二卷，清代倪蜕撰。
倪蜕搜录《通鉴外纪》、 《日知录》、 《古滇考》以及官府档册文牍资料等139种文献，及本人见闻，撰成是书。自序作于乾隆二年（1737年），约十万余字。卷一自帝尧陶唐氏起，下至卷十二雍正十三年（1735年）止，编年系云南史事，记述云南历史沿革、山川地理、人物风俗、物产赋役等。所载史事多注明出处，中多考证。但是引书每不究其史料价值，也有不引最早之书而录后来著作者，考证也有贻误之处和有以鄙俚之传说而误为史事之处。卷十至十二记顺治、康熙、雍正三朝事，多以档案与亲见亲闻为据，虽不详尽，因没有专纪之书，史料价值较高。如卷十载大西军在云南建立政权，实行科举、铸钱、税收等措施。同时也记载孙可望的野心，及大西军内部分裂，李定国扶永历帝等史事。卷十一记吴三桂叛乱及其被平定，非常翔实。书中有很多有关少数民族的史事，对研究云南少数民族史有参考价值。有道光二十六年（1846年）倪氏家刻本、清云南图书馆刻本。王崧《云南备征志》收末二卷，名《云南事略》。